# Begonia annulata
Begonia annulata là một loài thực vật có hoa trong họ Thu hải đường. Loài này được K.Koch mô tả khoa học đầu tiên năm 1837.

## Hình ảnh

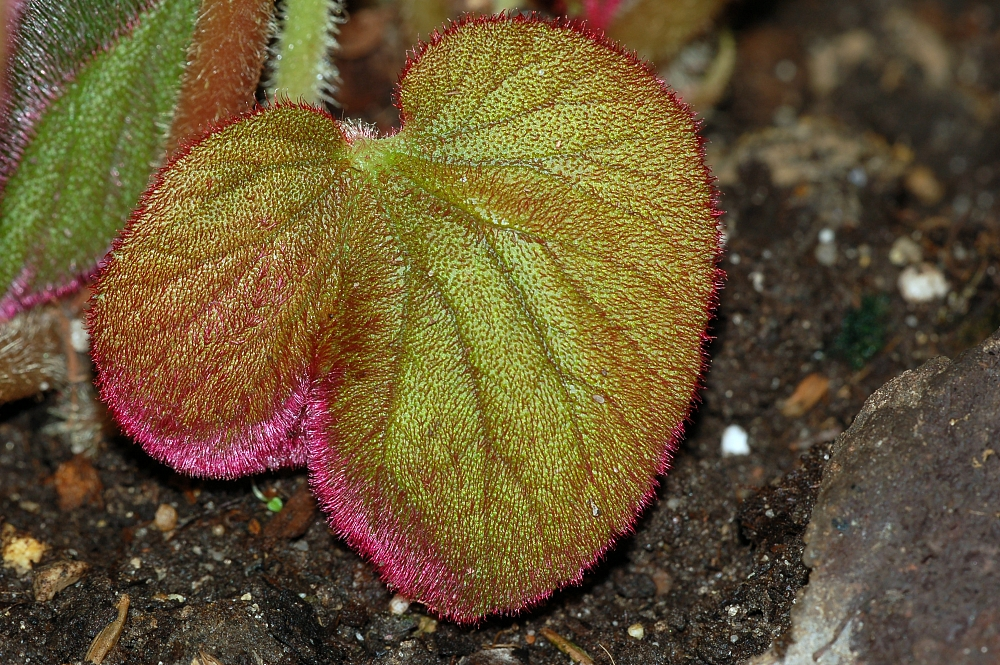
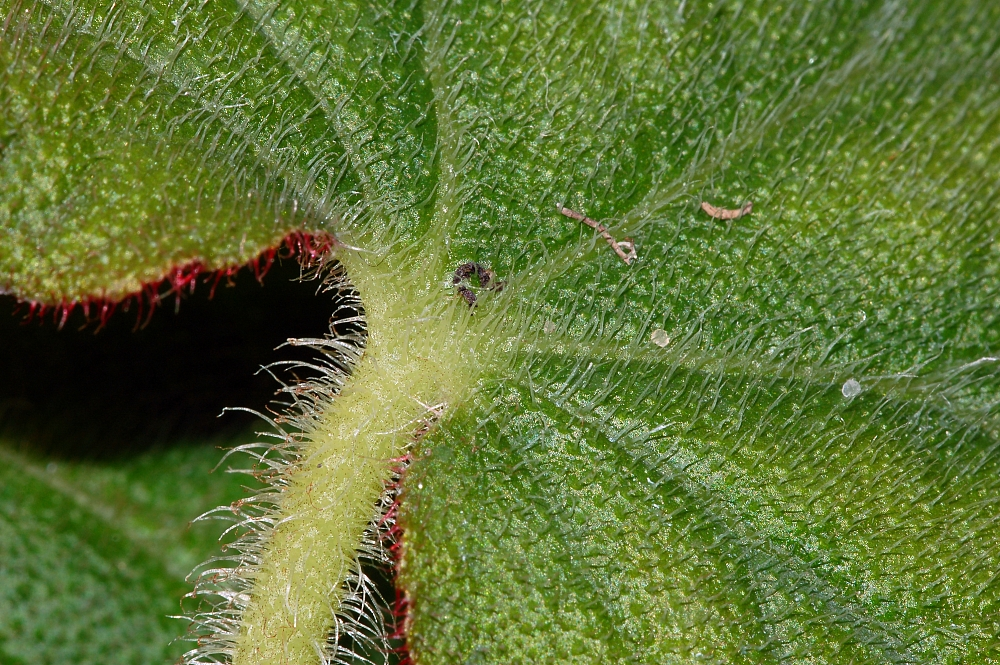